# Минја
Минја (арап. المنيا) град је у Египту у гувернорату Минја. Према процени из 2008. у граду је живело 246.835 становника.

## Становништво
Према процени, у граду је 2008. живело 246.835 становника.
| 1986.   | 1996.   | 2006.   |
| ------- | ------- | ------- |
| 179.060 | 201.360 | 239.804 |